# .is
.is este un domeniu de internet de nivel superior, pentru Islanda (ccTLD).